# براندون جی مک‌لارن
براندون جی مک‌لارن (انگلیسی: Brandon Jay McLaren؛ زادهٔ ۳ ژوئیهٔ ۱۹۸۱) یک هنرپیشه اهل کانادا است. وی از سال ۲۰۰۳ میلادی تاکنون مشغول فعالیت بوده‌است.